# Molophilus manjimupensis
Molophilus manjimupensis är en tvåvingeart som beskrevs av Günther Theischinger 1988. Molophilus manjimupensis ingår i släktet Molophilus och familjen småharkrankar. Inga underarter finns listade i Catalogue of Life.